# Acacia retinervis
Acacia retinervis — вид квіткових рослин з родини бобових. Ареал: Австралія (Західна Австралія).

## Середовище
Росте серед пісковика або латериту.

## Біоморфологічна характеристика
Це дерево або кущ зазвичай досягає висоти від 2 до 12 метрів. Вид має тріщинисту кору від коричневого до сіро-коричневого кольору; смолисті, шершаві, іржаво-коричневі нові пагони іноді мають щільне покриття сріблястими волосками; гілочки від світло-коричневого до червонуватого кольору від голих до рідковолосих. Серпуваті філодії у довжину від 7 до 14 см і вшир від 6 до 25 мм, які мають від трьох до п'яти помітних поздовжніх жилок, оточених дрібними жилками, які майже торкаються одна одної. Цвіте з квітня по вересень, утворюючи жовті квітки.